# Nathaniel Dean
Nathaniel Dean es un actor australiano, más conocido por haber interpretado a Sidney Martin en Underbelly y a Andrew Kronin en la serie Rush y a Mick Scanlon en Wild Boys.

## Biografía
Se graduó de la prestigiosa escuela National Institute of Dramatic Art NIDA en 1999.

## Carrera
Nathaniel ha aparecido en exitosas series australianas como All Saints, Home and Away, City Homicide, Satisfaction, East West 101 y Always Greener.
En 2008 apareció en varios episodios de la serie All Saints, donde interpretó a James Byrne; anteriormente había aparecido en la serie en 2005, cuando interpretó a Nathan Giles en el episodio "Double Lives". En 2009 apareció como personaje recurrente en la serie Rush, donde interpretó al criminal Andrew Kronin, hasta 2010.
En 2011 apareció como invitado en un episodio de la serie Killing Time, ese mismo año se unió al elenco de la serie Wild Boys, donde interpretó al oficial Mick Scanlon, la serie fue cancelada después de la primera temporada. En mayo de 2012, apareció en la miniserie de seis partes Bikie Wars: Brothers in Arms, donde interpretó a Kraut, un experto en explosivos y miembro del grupo de motociclistas "Los Comancheros". La miniserie se basó en la masacre de Milperra ocurrida el día del padre en Australia en 1984. En 2014 apareció en la miniserie ANZAC Girls, donde dio vida al mayor Lionel Quick.

## Filmografía
Series de Televisión
| Año             | Título                       | Personaje               | Notas                          |
| --------------- | ---------------------------- | ----------------------- | ------------------------------ |
| 2014 - presente | ANZAC Girls                  | Myr. Lionel Quick       | -                              |
| 2014            | Old School                   | Jackson                 | 2 episodios                    |
| 2012            | Puberty Blues                | Shane                   | episodio # 1.6                 |
| 2012            | Bikie Wars: Brothers in Arms | Kevork "Kraut" Tomasian | 2 episodios - miniserie        |
| 2011            | Wild Boys                    | Mick Scanlon            | 10 episodios                   |
| 2011            | Killing Time                 | Detective East          | episodio # 1.6                 |
| 2009 - 2010     | Rush                         | Andrew Kronin           | 5 episodios                    |
| 2010            | Satisfaction                 | Gus                     | 4 episodios                    |
| 2009            | City Homicide                | Joel Morrison           | episodio "Mission Statement"   |
| 2008            | Underbelly                   | Sidney Martin           | episodio "I Still Pray"        |
| 2008            | All Saints                   | James Byrne             | 5 episodios                    |
| 2007            | East West 101                | Warren Johns            | episodio "Hunt for the Killer" |
| 2007            | Rain Shadow                  | Fred Klein              | 6 episodios                    |
| 2007            | Hammer Bay                   | Brad Abbot              | tv serie                       |
| 2006            | HeadLand                     | Toby Martin             | 14 episodios                   |
| 2004            | Love Bytes                   | -                       | tv serie                       |
| 2002 - 2003     | Always Greener               | Patch                   | 9 episodios                    |
| 2001            | Home and Away                | Scott Phillips          | 3 episodios                    |

Cine
| Año  | Título                         | Papel             | Notas                                                                                  |
| ---- | ------------------------------ | ----------------- | -------------------------------------------------------------------------------------- |
| 2014 | The Tender Dark                | Padre             | corto - junto a Silvia Colloca, Travis Jeffery, Odessa Young & Clarence Ryan           |
| 2014 | Parer's War                    | Maj. George Warfe | junto a Matthew Le Nevez, Adelaide Clemens, Ian Meadows, Luke Ford & Nicholas Bell     |
| 2012 | Awake                          | Liam              | corto - junto a Alexander Mitchinson, Holly Fraser, Emma Jackson & Alex Mitchinson     |
| 2007 | The Final Winter               | Trent             | junto a Conrad Coleby, Matthew Nable, Damian de Montemas & John Jarratt                |
| 2006 | Candy                          | Paul Hillman      | junto a Heath Ledger, Abbie Cornish, Noni Hazlehurst, Geoffrey Rush & Damon Herriman   |
| 2005 | The Heartbreak Tour            | Nick              | junto a Anthony Hayes, Toby Schmitz, Caroline Craig & Damian Walshe-Howling            |
| 2005 | The Chess Set                  | Caretaker         | corto - junto a Frank Wilson                                                           |
| 2005 | Perdition                      | Ash               | corto - junto a Ashley Lyons & Tasma Walton                                            |
| 2005 | In a Pickle                    | Sargento McKenzie | corto - junto a Gyton Grantley & Felix Williamson                                      |
| 2005 | A Family Legacy                | Joe               | corto - junto a Matthew Le Nevez, Felix Williamson & Damon Herriman                    |
| 2004 | Farscape: The Peacekeeper Wars | Jothee            | junto a Ben Browder & Claudia Black                                                    |
| 2004 | Somersault                     | Stuart            | junto a Abbie Cornish, Damian de Montemas, Sam Worthington & Toby Schmitz              |
| 2003 | Ned                            | Policía           | junto a Josef Ber, Michala Banas, Ryan Johnson & Emma Lung                             |
| 2003 | The Rage in Placid Lake        | Lachie            | junto a Rose Byrne, Miranda Richardson, Socratis Otto, Nicholas Hammond & Toby Schmitz |
| 2002 | Walking on Water               | Simon             | junto a Vince Colosimo & Nicholas Bishop                                               |
| 2002 | Sweet Dreams                   | -                 | junto a Jessica Napier & Kristy Wright                                                 |

Teatro
| Año  | Obra                         | Personaje | Director (a)     | Teatro             | Notas                                                                 |
| ---- | ---------------------------- | --------- | ---------------- | ------------------ | --------------------------------------------------------------------- |
| 2013 | Secret River                 | -         | Neil Armfield    | Canberra Theatre   | junto a Anita Hegh, Ethel-Anne Gundy, Miranda Tapsell & Ursual Yovich |
| 2010 | Gwen in Purgatory            | -         | Neil Armfield    | Roundhouse Theatre | junto a Grant Dodwell, Melissa Jaffer & Pacharo Mzembe                |
| 2009 | The True Story of Butterfish | Derek     | Andrew Ross      | -                  | junto a Caroline Brazier, Penny Harpham & Myles Pollard               |
| 2006 | Peribanez                    | -         | Neil Armfield    | York Theatre       | junto a Leeanna Walsman, Sacha Horler, Socratis Otto & Nathan Page    |
| 2005 | Bill                         | -         | Sam Atwell       | Seymour D. Theatre | junto a Renae Begent, Michael Beckley & Anasaskia Elsom               |
| 2003 | The One Day of the Year      | -         | David Berthold   | Civic Theatre      | junto a Max Cullen, Ron Haddrick & Kris McQuade                       |
| 1999 | The Libertine                | -         | Richard Cottrell | Parade Theatre     | junto a Caroline Craig, Damon Gameau, Spencer McLaren & Toby Schmitz  |

VideoJuegos
| Año  | Título             | Notas                           |
| ---- | ------------------ | ------------------------------- |
| 2000 | Warlords Battlecry | prestó su voz para el personaje |

## Premios y nominaciones
| Año  | Categoría                       | Premio    | Trabajo          | Resultado |
| ---- | ------------------------------- | --------- | ---------------- | --------- |
| 2004 | Best Actor in a Supporting Role | AFI Award | Somersault       | Nominado  |
| 2002 | Best Actor in a Supporting Role | AFI Award | Walking on Water | Ganador   |